# Indiana Pacers 1978-1979
La stagione 1978-79 degli Indiana Pacers fu la 3ª nella NBA per la franchigia.
Gli Indiana Pacers arrivarono terzi nella Midwest Division della Eastern Conference con un record di 38-44, non qualificandosi per i play-off.

## Roster
| N° | Naz.                   | Ruolo | Sportivo      | Anno | Alt. | Peso |
| -- | ---------------------- | ----- | ------------- | ---- | ---- | ---- |
| 10 | Stati Uniti (bandiera) | A     | Corky Calhoun | 1950 | 201  | 95   |
| 14 | Stati Uniti (bandiera) | G     | Ricky Sobers  | 1953 | 191  | 90   |
| 16 | Stati Uniti (bandiera) | G     | Johnny Davis  | 1955 | 188  | 77   |
| 20 | Stati Uniti (bandiera) | G     | Brad Davis    | 1955 | 191  | 82   |
| 21 | Stati Uniti (bandiera) | G     | Wayne Radford | 1956 | 191  | 93   |
| 22 | Stati Uniti (bandiera) | A     | Alex English  | 1954 | 201  | 86   |
| 24 | Stati Uniti (bandiera) | A     | Steve Green   | 1953 | 201  | 100  |
| 25 | Stati Uniti (bandiera) | GA    | Billy Knight  | 1952 | 198  | 88   |
| 27 | Stati Uniti (bandiera) | G     | Kevin Stacom  | 1951 | 191  | 84   |
| 40 | Stati Uniti (bandiera) | AC    | James Edwards | 1955 | 213  | 102  |
| 41 | Stati Uniti (bandiera) | AC    | Len Elmore    | 1952 | 206  | 100  |
| 42 | Stati Uniti (bandiera) | AC    | Mike Bantom   | 1951 | 206  | 91   |
| 53 | Stati Uniti (bandiera) | AC    | Rick Robey    | 1956 | 211  | 104  |

## Staff tecnico
- Allenatore: Slick Leonard
- Vice-allenatore: Jerry Oliver
- Preparatore atletico: David Craig